# Allégorie (film)
Pour plus de détails, voir Fiche technique et Distribution.
Allégorie (Αλληγορία) est un film grec réalisé par Kostas Sfikas et sorti en 1986.

## Synopsis
Dans un décor circulaire clos, rappelant l'art byzantin, des figures humaines immobiles évoquent la disparition du paganisme et la victoire du christianisme. Le tout accompagné de musique atonale (Ignacy Paderewski, Christou, Nono).

## Fiche technique
- Titre : Allégorie
- Titre original : Αλληγορία
- Réalisation : Kostas Sfikas
- Scénario : Kostas Sfikas
- Direction artistique :
- Décors : Dora Leloudas Papailiopoulou
- Costumes : Dora Leloudas Papailiopoulou
- Photographie : Giorgos Kavayas
- Son : Thanassis Georgiadis
- Montage : Vangellis Goussias
- Musique : Thanassis Georgiadis
- Production :  Centre du cinéma grec et Anna Sfika
- Pays d'origine :  Grèce
- Langue : grec
- Format :  Couleurs 1,66:1
- Genre : Film expérimental
- Durée : 120 minutes
- Dates de sortie : 1986

## Distribution
Eux-mêmes :
- Michalis Galanakis
- Vana Ninou
- Themis Parlavantzas
- G Stamatiou
- Panos Chalkos
- Dimitris Indares
- Thodoris Marsellos
- Panagiotis Botinis
- Papazois
- Marina Moschopoulou
- Iraklis Pnevmatikakis
- G Lambros

## Récompenses
- Union des critiques de cinéma grecs : mentions spéciales : meilleur film, meilleur film sur les enfants, meilleure musique, meilleures actrices (Nini Vosniakou, Yvoni Maltezou), meilleur scénario, meilleur montage, meilleure image.